# Championnat du Pérou de football 1990
Navigation
Saison précédente Saison suivante
La saison 1990 du Championnat du Pérou de football est la soixante-deuxième édition du championnat de première division au Pérou. La compétition regroupe quarante-quatre équipes du pays et se décompose en trois phases et deux tournois.
La première phase (Regional I) voit les équipes réparties en cinq poules régionales (Metropolitano, Nord, Centre, Oriental et Sud) où les clubs se rencontrent deux fois. Les huit meilleures formations se qualifient pour l'Octogonal, un tour de play-offs qui va qualifier quatre équipes pour la Liguilla Final, une poule unique où les équipes ne se rencontrent qu'une seule fois. L'équipe qui remporte la Liguilla se qualifie pour la finale nationale pour le titre et obtient également son billet pour la prochaine Copa Libertadores.
La deuxième phase (Regional II) a exactement le même fonctionnement que la première et qualifie une seconde équipe pour la finale nationale.
Le titre est enfin disputé entre les deux vainqueurs des tournois régionaux, lors d'un seul match.
C'est le club de l'Universitario de Deportes, vainqueur du Torneo Regional II, qui remporte le championnat après avoir battu Sport Boys lors de la finale nationale. C'est le 19e titre de champion du Pérou de l'histoire du club.

## Compétition
Le barème utilisé pour établir les différents classements est le suivant :
- Victoire : 2 points
- Match nul : 1 point
- Défaite, forfait ou abandon : 0 point

### Regional I

#### Équipes qualifiées
| - Alianza Lima (Metropolitano) - Unión Huaral (Metropolitano) - Universitario de Deportes (Metropolitano) - Sport Boys (Metropolitano) | - Deportivo Junin (Central) - Deportivo Pacifico (Nord) - FBC Melgar (Sud) - Deportivo Hospital (Oriental) |

#### Octogonal
| Équipe 1           | Résultat      | Équipe 2                   | Aller | Retour |
| ------------------ | ------------- | -------------------------- | ----- | ------ |
| FBC Melgar         | 3 - 3 5-4 tab | Alianza Lima               | 2 - 0 | 1 - 3  |
| Deportivo Junin    | 2 - 6         | Universitario de Deportes  | 1 - 0 | 1 - 6  |
| Deportivo Hospital | 2 - 6         | Union Huaral               | 1 - 1 | 1 - 5  |
| Sport Boys         | 0 - 0         | Deportivo Pacifico forfait | 0 - 0 | -      |

#### Liguilla
| Rang | Équipe                    | Pts | J | G | N | P | Bp | Bc | Diff |  | Résultats (▼ dom., ► ext.) | Spo | Uni | Hua | FBC |
| ---- | ------------------------- | --- | - | - | - | - | -- | -- | ---- |  | -------------------------- | --- | --- | --- | --- |
| 1    | Sport Boys                | 5   | 3 | 2 | 1 | 0 | 6  | 3  | +3   |  | Sport Boys                 |     |     | 2-1 | 3-1 |
| 2    | Universitario de Deportes | 4   | 3 | 1 | 2 | 0 | 3  | 2  | +1   |  | Universitario de Deportes  | 1-1 |     | 1-0 | 1-1 |
| 3    | Union Huaral              | 2   | 3 | 1 | 0 | 2 | 4  | 5  | -1   |  | Union Huaral               |     |     |     | 3-2 |
| 4    | FBC Melgar                | 1   | 3 | 0 | 1 | 2 | 4  | 7  | -3   |  | FBC Melgar                 |     |     |     |     |

|  | Qualification pour la finale nationale et la Copa Libertadores 1991 |

### Regional II

#### Équipes qualifiées
| - Alianza Lima (Metropolitano) - Unión Huaral (Metropolitano) - Universitario de Deportes (Metropolitano) - Sport Boys (Metropolitano) | - Asociación Deportiva Tarma (Central) - Alianza Atlético (Nord) - FBC Melgar (Sud) - Union Tarapoto (Oriental) |

#### Octogonal
| Équipe 1                   | Résultat      | Équipe 2         | Aller | Retour |
| -------------------------- | ------------- | ---------------- | ----- | ------ |
| Universitario de Deportes  | 6 - 1         | Union Tarapoto   | 5 - 0 | 1 - 1  |
| Asociación Deportiva Tarma | 0 - 7         | Alianza Lima     | 0 - 1 | 0 - 6  |
| FBC Melgar                 | 2 - 2 4-5 tab | Sport Boys       | 2 - 1 | 0 - 1  |
| Union Huaral               | 1 - 2         | Alianza Atlético | 1 - 1 | 0 - 1  |

#### Liguilla
| Rang | Équipe                    | Pts | J | G | N | P | Bp | Bc | Diff |  | Résultats (▼ dom., ► ext.) | Uni | Ali | Spo | Atl |
| ---- | ------------------------- | --- | - | - | - | - | -- | -- | ---- |  | -------------------------- | --- | --- | --- | --- |
| 1    | Universitario de Deportes | 4   | 3 | 2 | 0 | 1 | 6  | 1  | +5   |  | Universitario de Deportes  |     | 0-1 | 2-0 | 4-0 |
| 2    | Alianza Lima              | 4   | 3 | 2 | 0 | 1 | 4  | 2  | +2   |  | Alianza Lima               |     |     | 3-1 | 0-1 |
| 3    | Sport Boys                | 2   | 3 | 1 | 0 | 2 | 3  | 5  | -2   |  | Sport Boys                 |     |     |     | 2-0 |
| 4    | Alianza Atlético          | 2   | 3 | 1 | 0 | 2 | 1  | 6  | -5   |  | Alianza Atlético           |     |     |     |     |

|  | Qualification pour le match de barrage |

#### Match de barrage
| Équipe 1         | Résultat | Équipe 2         |
| ---------------- | -------- | ---------------- |
| Sporting Cristal | 2 - 0    | Alianza Atlético |

### Finale pour le titre
| 3 février 1991 | Universitario de Deportes | 4 - 2 | Sport Boys | Estadio Nacional, Lima |  |
|                |                           |       |            |                        |  |

## Bilan de la saison
| Championnat du Pérou de football 1990 |                                       |
| Champion                              | Universitario de Deportes (19e titre) |
| Qualifications continentales          |                                       |
| Copa Libertadores 1991                | Universitario de Deportes             |
| Copa Libertadores 1991                | Sport Boys                            |
| Promotions et relégations             |                                       |
| Promus en Primera División            | Aucun                                 |
| Relégués en Segunda División          | Aucun                                 |